# Stictonectes epipleuricus
Stictonectes epipleuricus é uma espécie de insetos coleópteros pertencente à família Dytiscidae.
A autoridade científica da espécie é Seidlitz, tendo sido descrita no ano de 1887.
Trata-se de uma espécie presente no território português.